# British-Aircraft-Corporation-Flug 53
Am 22. Oktober 1963 stürzte eine BAC 1-11 auf dem von ihrem Hersteller zu Testzwecken durchgeführten British-Aircraft-Corporation-Flug 53 nahe Chicklade, Wiltshire ab, wobei alle sieben Insassen ums Leben kamen.

## Flugzeug
Das Flugzeug war eine etwa zwei Monate alte BAC 1-11-200 AB mit dem Luftfahrzeugkennzeichen G-ASHG.

## Besatzung
Die Besatzung bestand aus dem Flugkapitän M. J. Lithgow, dem Ersten Offizier R. Rymer, den beiden Beobachtern G. L. Poultar und D. J. Clarke, sowie dem Chefbeobachter R.A.F. Wright, dem Konstrukteur  C. J. Webb und dem Aerodynamiker B. J Prior.

## Verlauf
Das Flugzeug startete um 10:17 Uhr vom Flughafen Wisley zu einem Testflug. Überprüft wurden die Steuer- und Stabilitätseigenschaften bei einem drohenden Strömungsabriss und bei dessen Ausleiten unter verschiedenen Schwerpunktlagen. Das Flugzeug stieg auf 17.000 ft (5180 m) und es wurden vier Strömungsabrisstests durchgeführt, wobei jeweils das Fahrwerk und die Landeklappen eingefahren waren. Beim fünften Test wurden die Landeklappen auf 8 Grad ausgefahren, um die Eigenschaften des Flugzeugs bei einer Höhe  zwischen 15.000 und 16.000 ft (4.570 m–4.880 m) zu testen. Dieses Mal kam es jedoch zum Deep Stall, welcher praktisch unausleitbar ist. Das Flugzeug sank mit etwa 180 ft (55 m) pro Sekunde, die Piloten drückten vorerst die Höhenruder, aber das Flugzeug reagierte nicht. Danach versuchte Kapitän Lithgow das Flugzeug in einen Seitengleitflug zu bringen und stellte die Schubhebel auf maximale Schubkraft. Den Piloten gelang es nicht, das Flugzeug abzufangen. Neunzig Sekunden nach dem Eintreten des Deep Stall, 23 Minuten nach dem Start, schlug das Flugzeug 2 km nordnordwestlich von Chicklade, Wiltshire auf und explodierte. Es war am Boden mit sehr wenig horizontaler Bewegung nur 70 ft (21 m) weiter geschlittert. Alle 7 Insassen starben.

## Ursache
Die Unfallursache war ein Deep Stall, bei dem das Höhenleitwerk seine Wirkung verliert und der Strömungsabriss ohne zusätzliche Hilfsmittel, wie einem speziellen Anti-Spin-Fallschirm, praktisch unausleitbar ist. Das Flugzeug war jedoch nicht mit einem solchen Fallschirm ausgerüstet. 

Oben: Normalflug; Unten: „Deep Stall“ – Höhenleitwerk im Windschatten

## Nachwirkungen
Als Folge des Absturzes wurden in der BAC 1-11 Stick Shaker und Stick-Pusher installiert, um diesen Effekt zu verhindern.

## Ähnliche Fälle
- Beim Flugunfall der Hawker Siddeley Trident G-ARPY stürzte eine Hawker Siddeley Trident unter ähnlichen Umständen ab.
- Auf dem Bombardier-Aerospace-Flug 388 stürzte ein Bombardier CRJ-100 unter ähnlichen Umständen ab.